# Lilian Martins
Lilian de Almeida Veloso Nunes Martins (Teresina, 12 de fevereiro de 1957) é uma advogada e política piauiense. Atualmente é conselheira do Tribunal de Contas do Piauí.
Graduada em Direito na Universidade Estadual do Piauí e Enfermagem na Universidade Federal do Piauí, foi servidora pública municipal concursada na área de enfermagem. É casada com o político e ex-governador do Piauí, Wilson Martins.
Elegeu-se em 2006 e 2010 deputada estadual do Piauí pelo PSB. Foi primeira-dama do estado entre 1º de abril de 2010 até 04 de abril de 2014.
Em 2012, foi indicada e eleita pela Assembleia Legislativa do Piauí ao cargo de conselheira do Tribunal de Contas do Estado do Piauí. Posteriormente sua indicação foi questionada judicialmente.
Em 1ª de janeiro de 2021, tomou posse como presidente do Tribunal de Contas.